# Sibon noalamina
Espèce
Sibon noalamina  est une espèce de serpents de la famille des Dipsadidae.

## Répartition
Cette espèce est endémique du Panama.

## Alimentation
Ce serpent se nourrit d'escargots.

## Étymologie
La dénomination spécifique vient de l'espagnol no a la mina!, signifiant « non à la mine ! », un slogan utilisé par les locaux pour protester contre cette exploitation dans la Serranía de Tabasará.

## Publication originale
- Lotzkat, Hertz & Köhler, 2012 : A new species of Sibon (Squamata: Colubroidea: Dipsadidae) from the Cordillera Central of western Panama, with comments on other species of the genus in the area. Zootaxa, no 3485, p. 26–40 (texte intégral).